# Zelená Hora
Zelená Hora (deutsch Grünberg) ist eine Gemeinde in Tschechien. Sie liegt sechs Kilometer nördlich von Vyškov am Fuße des Drahaner Berglandes und gehört zum Okres Vyškov.

## Geographie

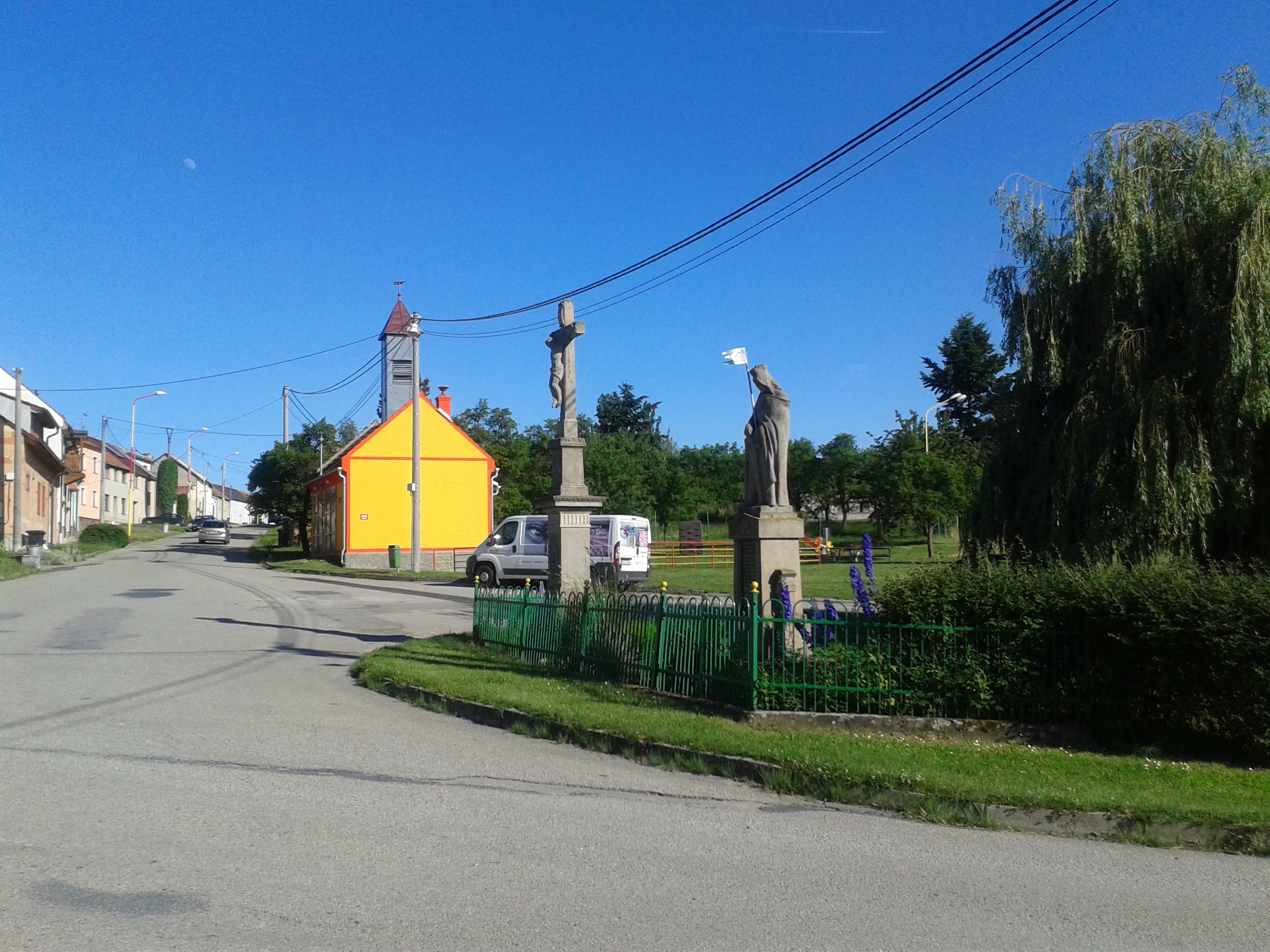
Zelená Hora, Ortsmitte

Zelená Hora liegt am südöstlichen Abfall des Drahaner Berglandes. Im Norden befindet sich der Truppenübungsplatz Březina. Am südwestlichen Ortsende sind Reste der alten slawischen Burg Dolní Mejlice vorhanden, die dem Großmährischen Reich zugerechnet wird. Östlich liegen die Mauerreste der Burg Melice aus dem 14. Jahrhundert.
Nachbarorte sind Drysice im Osten, Pustiměř und Pustiměřské Prusy im Süden, sowie Radslavice und Radslavičky im Westen.

## Geschichte
Um 1720 entstanden an der Stelle des Dorfes einzelne Häuser. 1763 überließ der Olmützer Bischof Maximilian von Hamilton seinen herrschaftlichen Holzfällern Rodungsland zur Gründung eines Dorfes, das zunächst aus sechs Häusern bestand und den Namen Kopčany erhielt. Im Jahre 1766 war das Dorf auf 21 Häuser angewachsen. Später wurde der Ort als Grünberg bezeichnet.
Nach der Ablösung der Patrimonialherrschaften bildete Kopčany/Grünberg ab 1850 einen Ortsteil von Pustiměř in der Bezirkshauptmannschaft Vyškov. Seit der zweiten Hälfte des 19. Jahrhunderts wurde auch der Ortsname Zelená Hora verwendet. Im Jahr 1880 bildete Kopčany bzw. Zelená Hora eine selbständige Gemeinde. Seit 1921 trägt die Gemeinde den amtlichen Namen Zelená Hora. Während der deutschen Besetzung wurde 1940 die Erweiterung des Schießplatzes Wischau zu einem großen Truppenübungsplatz der Wehrmacht beschlossen und ausgeführt. Für die Realisierung der umfangreichen Bauarbeiten des Truppenübungsplatzes Wischau mussten 33 Dörfer geräumt werden. In der ersten Etappe, bis 31. Oktober 1941, betraf das auch Grünberg. Das Dorf hatte zu dieser Zeit 521 Einwohner und bestand aus 93 Häusern. Die beiden Windmühlen auf dem Hügel Nad Bochtálem am östlichen Ortsrand wurden 1941 abgerissen.
Nach dem Ende des Zweiten Weltkriegs siedelten sich ab Juni 1945 wieder Einwohner in der Gemeinde an. In den 1960er Jahren erfolgte die Eingemeindung nach Pustiměř. Infolge der Neugründung des tschechischen Staates durch den Zerfall der Tschechoslowakei entstand 1990 die Gemeinde Zelená Hora als selbständige Verwaltungseinheit neu.

## Gemeindegliederung
Für die Gemeinde Zelená Hora sind keine Ortsteile ausgewiesen. Zu Zelená Hora gehört das Forsthaus Kotáry.

## Sehenswürdigkeiten

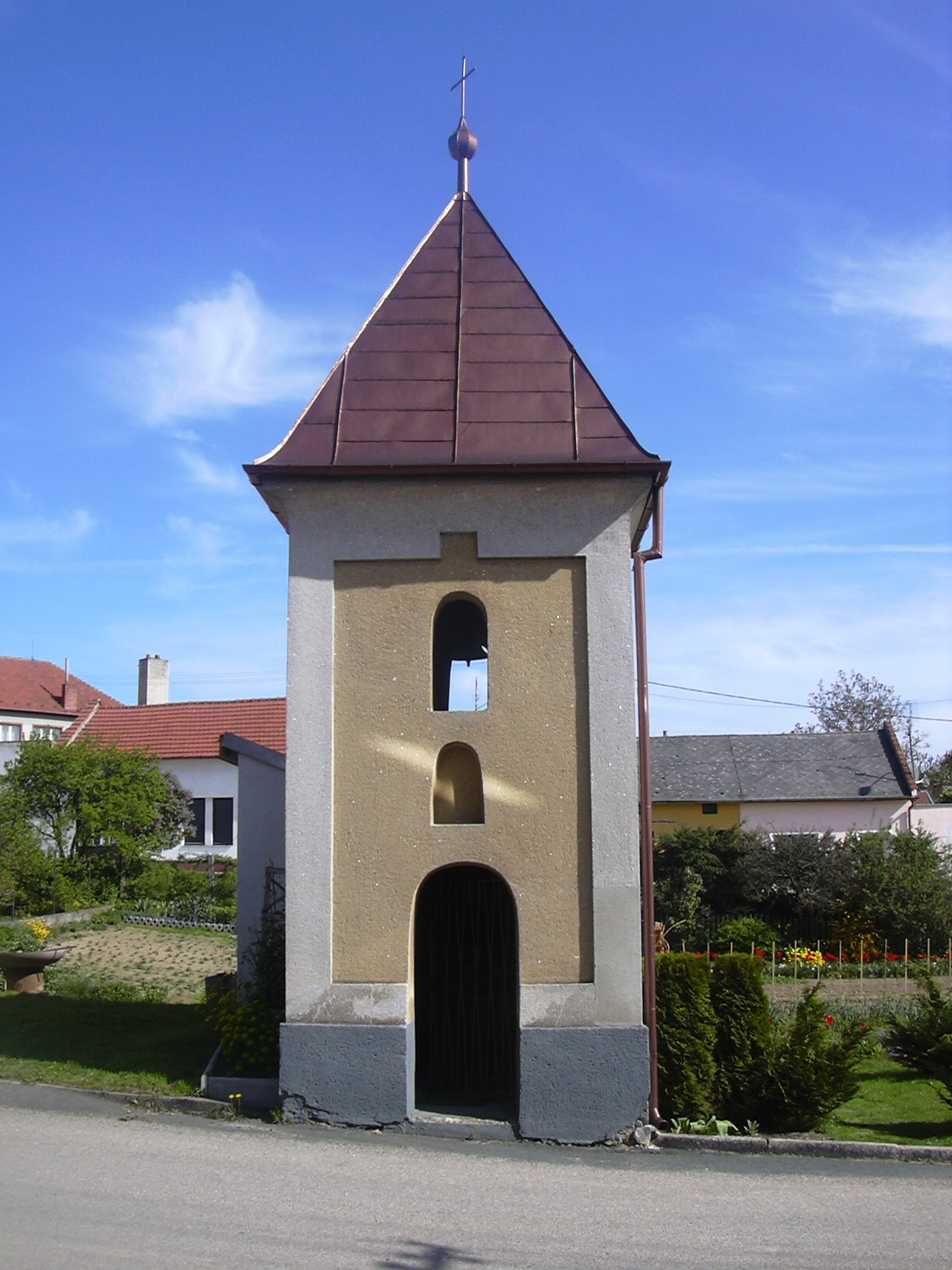
Glockenturm

- Denkmal an die Aussiedlung des Dorfes, errichtet 1946
- Burghügel Pustiměř an der Straße Pustiměř
- slawischer Burgstall Dolní Mejlice
- Burgruine Melice

- Glockenturm, erbaut 1818
- barocke Statue des Hl. Johannes von Nepomuk
- Statue des Hl. Wenzel